# Segunda División (Costa Rica)
La Segunda División costaricana, nota anche come Liga de Ascenso o Liga Motorola de Ascenso per ragioni di sponsorizzazione, è la seconda serie del campionato costaricano di calcio.

## Formula
Il campionato è suddiviso in due parti: Apertura e Clausura. Il torneo di Apertura inizia nel secondo semestre dell'anno solare, in genere tra luglio e agosto, mentre il torneo di Clausura nel primo semestre, di solito a gennaio.
Il torneo di Apertura è composto di due fasi, una prima fase a gironi e una seconda a play-off. Nella prima fase le 17 squadre partecipanti sono suddivise in due gruppi denominati A e B, uno da otto e l'altro da nove squadre ciascuno; in ciascun gruppo ogni squadra affronta le altre due volte, per un totale di 14 giornate per il gruppo da otto squadre e 18 giornate per il gruppo da nove. Alla seconda fase accedono le prime quattro classificate in ciascun gruppo, e nei quarti di finale ciascuna prima classificata affronta la quarta dell'altro gruppo, la seconda la terza dell'altro gruppo; le partite dei play-off si giocano su doppia sfida di andata e ritorno. La squadra vincitrice della finale è dichiarata campione del torneo d'Apertura. Il torneo di Clausura si svolge con la medesima modalità. Le squadre vincitrici dei tornei di Apertura e Clausura si affrontano in una finale nazionale per decretare la squadra vincitrice del campionato, che viene promossa in Primera División per la stagione successiva. Se la squadra vincitrice dell'Apertura è anche la vincitrice della Clausura, allora viene promossa direttamente.
Per la stagione 2022-23 non sono previste retrocessioni in Tercera División, mentre nelle stagioni precedenti la retrocessione veniva stabilità o in base alla classifica cumulata dei due tornei o in base alle classifiche dei singoli gruppi.

## Squadre partecipanti
Alla stagione 2022-2023 prendono parte 17 squadre.
| Club                | Città        | Stadio                              |
| ------------------- | ------------ | ----------------------------------- |
| Aserrí              | Aserrí       | ST Center                           |
| Cariari Pococí      | Pococí       | Stadio comunale                     |
| Carmelita           | Alajuela     | Stadio Rafael Bolaños               |
| Cofutpa             | Palmares     | Stadio Jorge Palmareño Solís        |
| Escorpiones         | Belén        | Stadio polisportivo di Belén        |
| Fútbol Consultants  | Desamparados | Stadio Jorge Hernán Monge           |
| Jicaral Sercoba     | Lepanto      | Stadio Asociación Cívica Jicaraleña |
| Limón Black Star    | Limón        | Stadio Juan Gobán                   |
| Municipal Garabito  | Garabito     | Stadio municipale di Jacó           |
| Municipal Liberia   | Liberia      | Stadio Edgardo Baltodano Briceño    |
| Municipal Santa Ana | Santa Ana    | Stadio municipale di Piedades       |
| Municipal Turrialba | Turrialba    | Stadio Rafael Ángel Camacho         |
| Puerto Golfito      | Golfito      | Stadio Fortunato Atencio            |
| Quepos Cambute      | Quepos       | Stadio Finca Damas                  |
| San José            | San José     | Stadio Ernesto Rohrmoser            |
| Sarchí              | Sarchí Norte | Stadio Eliécer Pérez                |
| Uruguay de Coronado | Coronado     | Stadio municipale El Labrador       |

## Albo d'oro
- 1921: U.D. Moravia
- 1922: La Libertad
- 1923: La Libertad
- 1924: Guadalupe
- 1925: C.S. Independencia
- 1926: Juventud de Mata Redonda
- 1927: Santo Domingo
- 1928: C.S. México
- 1929: Orión
- 1930: La Libertad
- 1931: Buenos Aires F.C.
- 1932: Alajuela Junior
- 1933: La Libertad
- 1934: La Libertad
- 1935: Cartaginés
- 1936: Herediano
- 1937: La Unión de Tres Ríos
- 1938: Orión
- 1939: La Libertad
- 1940: Alajuelense
- 1941: Orión
- 1942: Uruguay de Coronado
- 1943: Sindicato del Calzado
- 1944: U.D. Moravia
- 1945: Club Atlético Álvarez
- 1946: Rohrmoser
- 1947: Rohrmoser
- 1948: Saprissa
- 1949: Uruguay de Coronado
- 1950: U.D. Moravia
- 1951: non assegnato
- 1952: Nicolás Marín
- 1953: Guadalupe
- 1954: non assegnato
- 1955: Guadalupe
- 1956: non assegnato
- 1957: Carmen
- 1958: Orión
- 1959: La Libertad
- 1960: Uruguay de Coronado
- 1961: Nicolás Marín
- 1961-1962: Nicolás Marín
- 1962-1963: Nicolás Marín
- 1963-1964: Municipal Turrialba
- 1964-1965: San Carlos
- 1965-1966: Nicolás Marín
- 1966-1967: Ramonense
- 1967-1968: Uruguay de Coronado
- 1968-1969: Municipal Turrialba
- 1969-1970: Rohrmoser
- 1970-1971: Limón
- 1971-1972: Municipal Turrialba
- 1972-1973: Univ. de Costa Rica
- 1973-1974: Municipal Turrialba
- 1974-1975: Guanacasteca
- 1975-1976: Municipal Punt.
- 1976-1977: San Carlos[3]
- 1977-1978: San Carlos
- 1978-1979: San Miguel
- 1979-1980: Municipal San José
- 1980-1981: Sagrada Familia
- 1981-1982: Carmen
- 1982-1983: Cartaginés
- 1983-1984: Municipal Curridabat
- 1984-1985: Guanacasteca
- 1985-1986: Municipal Curridabat
- 1986-1987: Uruguay de Coronado
- 1987-1988: Palmares
- 1988-1989: ADM Generaleña
- 1989-1990: non assegnato
- 1990-1991: Pérez Zeledón
- 1991-1992: Ramonense
- 1992-1993: Belén
- 1993-1994: Sagrada Familia
- 1994-1995: Guanacasteca
- 1995-1996: Goicoechea
- 1996-1997: Santa Bárbara
- 1997-1998: Limonense
- 1998-1999: Santos de Guápiles
- 1999-2000: Municipal Osa
- 2000-2001: Municipal Liberia
- 2001-2002: Guanacasteca
- 2002-2003: Ramonense
- 2003-2004: Belén
- 2004-2005: Santacruceña
- 2005-2006: San Carlos
- 2006-2007: Univ. de Costa Rica
- 2007-2008: Ramonense
- 2008-2009: Santos de Guápiles
- 2009-2010: Limón
- 2010-2011: Belén
- 2011-2012: Uruguay de Coronado
- 2012-2013: Univ. de Costa Rica
- 2013-2014: Puma Generaleña
- 2014-2015: Municipal Liberia
- 2015-2016: San Carlos
- 2016-2017: Municipal Grecia
- 2017-2018: San Carlos
- 2018-2019: Jicaral Sercoba
- 2019-2020: Sporting San José
- 2020-2021: Guanacasteca
- 2021-2022: Puntarenas